# Беледу
Беледу (фр. Belleydoux) је насељено место у Француској у региону Рона-Алпи, у департману Ен (Рона-Алпи).
По подацима из 2011. године у општини је живело 323 становника, а густина насељености је износила 18,32 становника/km².

## Демографија
| 1962. | 1968. | 1975. | 1982. | 1990. | 2011. |
| ----- | ----- | ----- | ----- | ----- | ----- |
| 314   | 250   | 200   | 222   | 232   | 323   |